# 비진도
비진도(比珍島)는 대한민국 경상남도 통영시 한산면 비진리에 속하는 섬이다. 면적은 약 2.766km2이다. 안 섬과 바깥 섬의 두 섬이 가느다란 모래사장에 의해 다리처럼 연결되어 있는 형태이며, 항구도 안 섬의 내항과 바깥 섬의 외항, 두 곳이 있다. 가운데의 모래사장에 비진도 해수욕장이 위치해 있다. 주민과 마을은 주로 북서쪽에 집중되어 있으며, 양식업, 어업과 더불어, 여름철 관광객이 많아짐에 따라 관광업도 섬의 주요 산업이다. 오른쪽으로 한산도가 위치해 있으며, 통영여객터미널에서 하루 두 차례 배가 운행한다.

## 문화재
- 통영 비진도 팔손이나무 자생지 - 천연기념물  제63호

## 관광지
- 비진도 산호길
- 통영시 비진도 관광정보 - Utour

## 어항 시설
- 내항항 - 어촌정주어항이다.
- 외항항 - 소규모 어항이다.

## 해수욕장
- 비진산호빛해수욕장(비진도해수욕장)

- 경상남도 통영시 한산면 외항길 24
- 통영항에서 13km떨어진 한산면 비진리 외항 마을에 위치한 비진도 해수욕장은 해안선의 길이가 550m 되는 천연백사장이다.

## TV 방송
- 한국방송공사
  - 휴먼다큐 사미인곡 - 우리 집은 섬마을 작은 분교 (2009년 2월 19일)
  - 인간극장 - 굿바이 비진도 (2010년 3월 8일 ~ 3월 12일, 3월 15일 ; 5부작) / 3월 10일 결방
- SBS
  - 생방송 투데이 - 섬마을 선생님과 다섯 천사들 (2008년 7월 14일)
  - 생방송 투데이 - 낭만 가득~ 가을 섬 비진도 (2008년 9월 3일)
  - 성장다큐 내 마음의 크레파스 (2008년 8월 24일)